# Козыбаев, Манаш Кабашевич
Мана́ш Каба́шевич Козыба́ев (каз. Манаш Қабашұлы Қозыбаев; 16 ноября 1931 года, Мендыкаринский район, Кустанайская область — 30 октября 2002 года, Алма-Ата) — советский и казахстанский учёный-историк. Доктор исторических наук (1969), профессор (1970). Заслуженный деятель науки Казахской ССР, академик Академии наук Казахстана.

## Биография
Родился в селе Итсары Мендыкаринского района Кустанайской области.
В 1944—1947 годах — получил образование в Мендыгаринском педагогическом училище имени И. Алтынсарина.
В 1953 году с отличием окончил исторический факультет Казахского государственного университета имени С. М. Кирова.
В 1962 году в Институте истории партии при ЦК КП Казахстана — Казахском филиале Института марксизма-ленинизма при ЦК КПСС защитил диссертацию на соискание учёной степени кандидата исторических наук по теме «Опыт Коммунистической партии Казахстана по руководству промышленностью и транспортом в период Великой Отечественной войны Советского Союза (1941 июнь — 1945 гг.)».
В 1969 году в Институте марксизма-ленинизма при ЦК КПСС защитил диссертацию на соискание учёной степени доктора исторических наук по теме «Коммунистическая партия Казахстана в период Великой Отечественной войны Советского Союза (1941 июнь — 1945 гг.)».
С 1953 по 1958 годы был преподавателем в Кустанайском педагогическом институте.
В 1958—1974 годы работал старшим научным сотрудником, учёным секретарём, а затем заведующим сектором партийного строительства Института марксизма-ленинизма при ЦК Коммунистической партии Казахской ССР. В 1970 году учёному была присуждена премия имени Чокана Валиханова Президиума АН Казахской ССР.
В период с 1974 по 1980 годы Козыбаев был сначала заведующим кафедрой Алматинского зооветеринарного института, затем зав. кафедрой Института повышения квалификации преподавателей общественных наук при КазГУ имени С. М. Кирова.
В 1980—1986 годах Козыбаев был главным редактором Казахской Советской энциклопедии. С 1986 по 1988 годы Манаш Кабашевич был заведующим отделом историографии Института истории, археологии и этнографии имени Ч. Ч. Валиханова Академии наук Казахской ССР. С 1988 года до последних дней жизни работал директором данного института. В 1989 году учёный был избран академиком Академии наук Казахской ССР.
В 1990-х годах отправлял официальный запрос в МИД РФ с просьбой передать Казахстану голову казахского героя Кейки-батыра, находящуюся на тот момент в Кунсткамере.
В 1990—1993 годы Козыбаев избирался народным депутатом Верховного Совета Республики Казахстан.
В 1995 год Манашу Кабашевичу присуждена Государственная премия Республики Казахстан, а в 1997 год — Президентская премия мира и духовного согласия.
Автор свыше 900 публикаций (в том числе 30 монографий), часть из которых переведена на языки народов СНГ, издана в США, Франции, Китае, Болгарии и др. странах. Им написаны учебники и учебные пособия по истории Казахстана.
Скончался 30 октября 2002 года, похоронен на Кенсайском кладбище.

## Научные труды

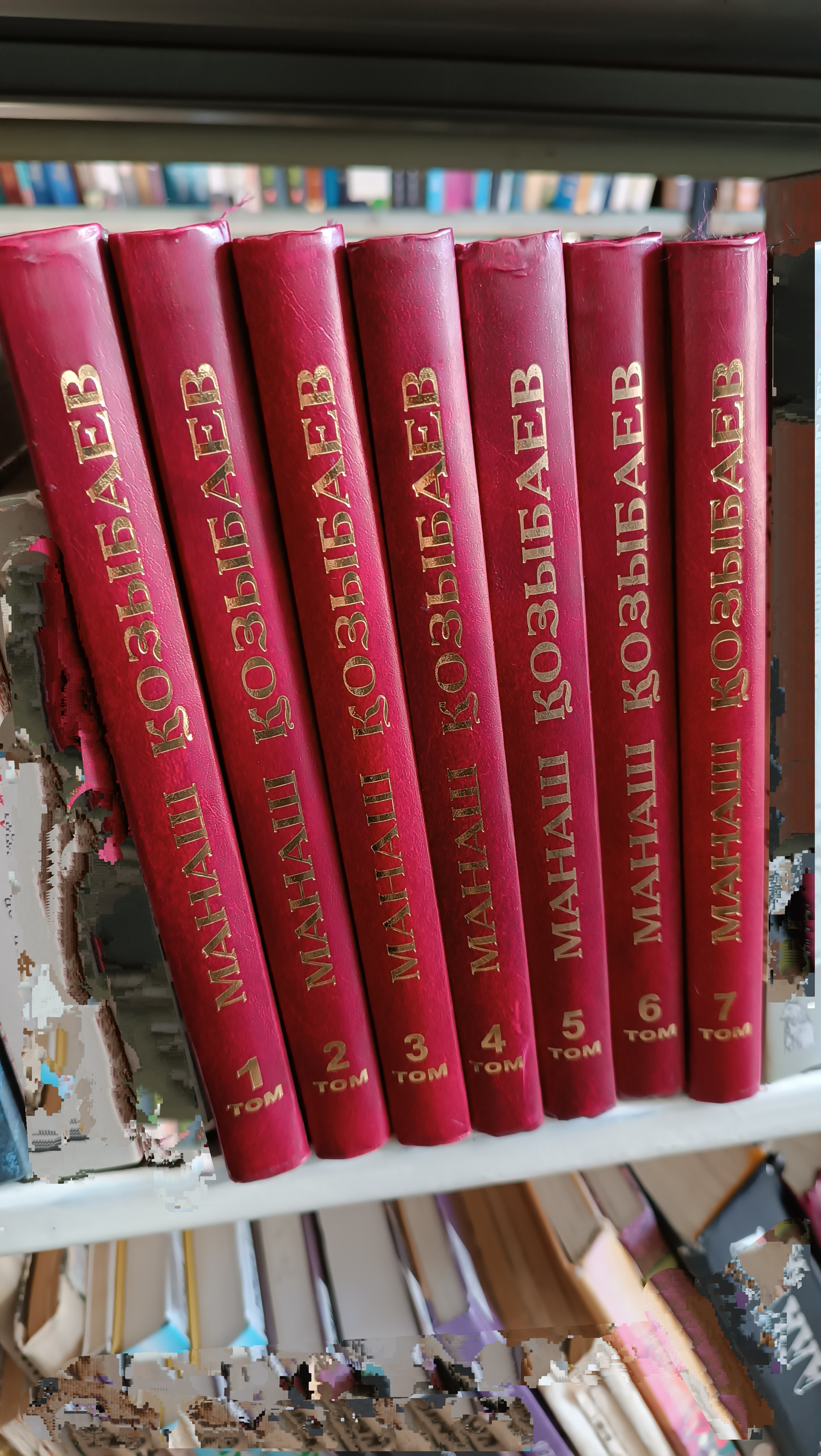
Собрание сочинений в 7 томах (на казахском языке). Алматы, издательство «Қазақ энциклопедиясы», 2013, фотографии историка на каждом томе (в титульном листе).

- Компартия Казахстана в период Великой Отечественной войны (1941—1945). — Алма-Ата, 1964.
- Казахстан — арсенал фронта. — Алма-Ата, 1970.
- История и современность. — Алма-Ата, 1991.
- Актандактар акикаты: Оку куралы. — Алматы, 1992.
- Жауды шаптым ту байлап. — Алматы, 1994.
- Труд во имя Победы. — Алматы, 1995.
- Тарих зердесі. — Кн. 1-2. — Алматы, 1999.
- Казахстан на рубеже веков: размышления и поиски. — Т. 1-2. — Алматы, 2001.
- Өркениет және ұлт. — Алматы, 2001.
- Жұлдызым менің. — Алматы, 2001.
- Проблемы методологии, историографии и источниковедения истории Казахстана (Избранные труды). — Алматы, 2006.
- Шығармалар. — Т. 1-7. — Алматы, 2014.
- Избранные труды. — Т. 1-2. — Алматы, 2015.

## Награды
- 1970 — Лауреат Государственной премии имени Чокана Валиханова Казахской ССР
- 1986 — заслуженный деятель науки Казахской ССР
- 1995 — Лауреат Государственной премии Республики Казахстан
- 1997 — Лауреат Государственная премия мира и прогресса Первого Президента — Лидера нации
- 2001 — Орден Парасат

## Критика
Российский историк В. А. Шнирельман критикует Козыбаева за то, что тот «приписывал казахам „общеевразийский расовый тип“, резервируя за ними почётное место центрального народа Евразии».

## Память
Именем М. К. Козыбаева названы:

Мемориальная доска на доме, в котором жил М. К. Козыбаев

- Северо-Казахстанский государственный университет.
- Средняя школа № 23 в городе Костанай, в которой действует музей М. Козыбаева.
- Улицы в городах Алматы, Костанай